# Ricardo López (boxeador)
Ricardo  “El Finito” López Nava (25 de julio de 1966, Miguel Hidalgo, Ciudad de México) es un exboxeador profesional mexicano. Finalizó su carrera con récord invicto en 52 combates. Fue campeón mundial de peso mínimo del Consejo Mundial de Boxeo, también ganó los campeonatos de la Asociación Mundial de Boxeo y la Organización Mundial de Boxeo en la misma categoría. Posteriormente conquistó el título de la Federación Internacional de Boxeo en peso minimosca, el cual defendió con éxito en dos ocasiones antes de retirarse del deporte profesional. Realizó 21 defensas consecutivas de sus títulos desde 1990 hasta 2001.
Fue considerado por la revista The Ring como uno de los mejores boxeadores Libra por Libra de la década de los 90. En 1995 se lo consideró el número 3 del mundo, solo por detrás de Pernell Whitaker y Roy Jones Jr.
En 2016 ESPN lo colocó en la posición 10 de su lista "Los Mejores Boxeadores Libra Por Libra de los Últimos 25 Años". 

La carrera de López no sólo es impresionante por haberse retirado invicto, mucha gente lo recuerda por su dedicación al boxeo, su disciplina en el ring, la calidad y belleza de sus movimientos, las múltiples defensas de títulos mundiales y la gran combinación de poder noqueador con la excelencia técnica que tenía arriba del cuadrilátero.
Ver a Finito era una maravilla, un fluido estilista que despachaba a sus víctimas con precisión elegante, considerado por muchos como el boxeador más puro de su época. Ricardo López es universalmente reconocido como el mejor peso mínimo de todos los tiempos y a la vez el mejor boxeador en la historia de México. Nunca perdió un combate profesional o amateur. En 2007 fue inmortalizado en el Salón de la Fama del Boxeo Internacional con sede en Canastota, Nueva York, gracias a sus 21 defensas del campeonato Mínimo del CMB y sus 26 peleas de campeonato mundial sin derrota.

## Biografía
Nació en la popular colonia de Tacubaya, dentro de la capital mexicana, el 25 de julio de 1966, es sinónimo del “ABC” del boxeo, su técnica depurada la puso en manifiesto en cualquier ring en donde se presentó. El “Finito” ingresó al deporte de los puños amateur a la edad de nueve años, realizó 52 batallas y sólo un empate. En sus inicios fue dirigido por el “Tormentoso” Arturo “Cuyo” Hernández, logrando ser campeón del tradicional torneo de los “Guantes de Oro”. 
Su debut en el boxeo de pago fue el 18 de enero de 1985, noqueando en tres asaltos a Rogelio Hernández, en Cuernavaca, Morelos. Sin llegar a ser campeón nacional en la categoría mínima, se adjudicó en 1989 el cinturón continental de las Américas del CMB, imponiéndose a Rey Hernández. 
Tiempo después, por fin llegó la gran oportunidad de combatir por una corona universal, el título paja (hoy mínimo) del CMB. Tanto para Ricardo como para el boxeo mexicano esa fecha, 25 de octubre de 1990, se convirtió en memorable, pues un púgil azteca se sumaba a la lista de monarcas universales tras noquear en Tokio, Japón, a Hideyuki Ohashi en cinco giros. 
Como rey de la división paja, realizó 21 defensas y dos más con el título de los minimoscas en su poder avalado por la Federación Internacional de Boxeo. Ricardo ostentó además las diademas del CMB, AMB, OMB y FIB, los cuatro organismos más reconocidos del medio boxístico. 
En 1999, el Consejo Mundial lo desconoció como monarca en la categoría de peso mínimo, por lo que el “Finito” López aceptó militar en otro organismo y división, se retiró con la corona minimosca FIB en su poder. Como profesional realizó 52 peleas, 51 de ellas ganadas (38 antes del límite) y un empate, jamás conoció la derrota, se fue como los grandes invicto en sus casi 18 años como profesional.
Ricardo ingreso al salón de la fama de Nueva York el 7 de junio de 2007 por votación unánime.
Actualmente es analista y comentarista de box para televisión por cable; columnista de varios periódicos, y conferencista.

## Vida después del  boxeo
López ahora trabaja como comentarista de box para la cadena de televisión mexicana Televisa .
En el año 2021 apareció en el programa ¿Quién es la máscara? como el personaje "perro callejero".

### Honores
López fue introducido en el Salón Internacional de la Fama del Boxeo en el año 2007.
Ricardo "El Finito" López fue votado como el mejor campeón de peso paja y peso mosca ligero de la historia por el Salón de la Fama del Boxeo de Houston en 2014, mientras que BoxRec lo califica como el mejor peso mínimo de todos los tiempos... El Salón de la Fama del Boxeo de Houston es un organismo de votación compuesto en su totalidad por luchadores actuales y anteriores..

## Cultura popular
- En el manga y anime japonés "Hajime No Ippo" el boxeador Ricardo Martínez está inspirado en Ricardo "Finito" López. El cual derrota a Makunouchi Ippo en un Sparring usando solo la izquierda en el capítulo 5 de la segunda temporada, poco después pelea con Eiji Date dejándolo gravemente herido en el capítulo 6. Haciendo homenaje a uno de los hombres más fuertes en el mundo del boxeo a nivel mundial, dando a entender (en un comentario de la serie) que México es la cuna de los boxeadores de peso mosca y minimosca.[16]

| Predecesor: Alex Sánchez (boxeador)                   | Campeón peso mínimo Organización Mundial de Boxeo 23 de agosto de 1997 - 6 de marzo de 1998 Vacante              | Sucesor: Eric Jamili    |
| Predecesor: Rosendo Álvarez Despojado (Falló en peso) | Campeón peso mínimo Asociación Mundial de Boxeo 13 de noviembre de 1998 - 1999 Despojado                         | Sucesor: Noel Arambulet |
| Predecesor: Will Grigsby                              | Campeón peso minimosca Federación Internacional de Boxeo 2 de octubre de 1999 - 28 de noviembre de 2002 Retirado | Sucesor: Víctor Burgos  |

## Récord Profesional
| 51 Victorias (38 knockouts, 13 decisiones), 0 Derrotas , 1 Empate |

| Número | Resultado | Récord | Oponente                 | Tipo | Ronda, Tiempo | Fecha              | Lugar                                                | Notas                                                                           |
| ------ | --------- | ------ | ------------------------ | ---- | ------------- | ------------------ | ---------------------------------------------------- | ------------------------------------------------------------------------------- |
| 52     | Victoria  | 51–0–1 | Zolani Petelo            | KO   | 8 (12), 1:32  | Sep 29, 2001       | Madison Square Garden, New York City, New York, U.S. | Retuvo el título de peso mosca junior de la FIB                                 |
| 51     | Victoria  | 50–0–1 | Ratanapol Sor Vorapin    | TKO  | 3 (12), 2:11  | Dec 2, 2000        | Mandalay Bay, Paradise, Nevada, U.S.                 | Retuvo el título de peso mosca junior de la FIB                                 |
| 50     | Victoria  | 49–0–1 | Will Grigsby             | UD   | 12            | Oct 2, 1999        | Hilton Hotel, Las Vegas, Nevada, U.S.                | Ganó el título de peso mosca junior de la FIB                                   |
| 49     | Victoria  | 48–0–1 | Rosendo Álvarez          | SD   | 12            | Nov 13, 1998       | Hilton Hotel, Las Vegas, Nevada, U.S.                | Retuvo el título mini mosca del CMB Ganó el título vacante mini mosca de la AMB |
| 48     | Empate    | 47–0–1 | Rosendo Álvarez          | TD   | 8 (12)        | Mar 7, 1998        | Plaza de Toros México, Ciudad de México, México      | Retuvo el título mini mosca del CMB                                             |
| 47     | Victoria  | 47–0   | Alex Sánchez             | TKO  | 5 (12), 1:58  | Aug 23, 1997       | Madison Square Garden, New York City, New York, U.S. | Retuvo el título mini mosca del CMB Ganó el título mini mosca de la OMB         |
| 46     | Victoria  | 46–0   | Mongkol Charoen          | UD   | 12            | Mar 29, 1997       | Hilton Hotel, Las Vegas, Nevada, U.S.                | Retuvo el título mini mosca del CMB                                             |
| 45     | Victoria  | 45–0   | Myung-Sup Park           | TKO  | 1 (12), 2:22  | Dec 7, 1996        | Fantasy Springs Casino, Indio, California, U.S.      | Retuvo el título mini mosca del CMB                                             |
| 44     | Victoria  | 44–0   | Morgan Ndumo             | TKO  | 6 (12), 0:55  | Nov 9, 1996        | MGM Grand Garden Arena, Paradise, Nevada, U.S.       | Retuvo el título mini mosca del CMB                                             |
| 43     | Victoria  | 43–0   | Kitichai Preecha         | TKO  | 3 (12), 1:46  | Jun 29, 1996       | Fantasy Springs Casino, Indio, California, U.S.      | Retuvo el título mini mosca del CMB                                             |
| 42     | Victoria  | 42–0   | Edito “Ala” Villamor     | TKO  | 8 (12), 0:40  | Mar 16, 1996       | MGM Grand Garden Arena, Paradise, Nevada, U.S.       | Retuvo el título mini mosca del CMB                                             |
| 41     | Victoria  | 41–0   | Andy Tabanas             | TKO  | 12 (12), 2:45 | Apr 1, 1995        | Buffalo Bill's Star Arena, Primm, Nevada, U.S.       | Retuvo el título mini mosca del CMB                                             |
| 40     | Victoria  | 40–0   | Yamil Caraballo          | TKO  | 1 (12), 1:10  | Dec 10, 1994       | Estadio de Béisbol Monterrey, Monterrey, México      | Retuvo el título mini mosca del CMB                                             |
| 39     | Victoria  | 39–0   | Javier Varguez           | TKO  | 8 (12), 1:33  | Nov 12, 1994       | Plaza de Toros México, Ciudad de México, México      | Retuvo el título mini mosca del CMB                                             |
| 38     | Victoria  | 38–0   | Surachai Saengmorakot    | TKO  | 1 (12), 1:53  | Sep 17, 1994       | MGM Grand Garden Arena, Paradise, Nevada, U.S.       | Retuvo el título mini mosca del CMB                                             |
| 37     | Victoria  | 37–0   | Kermin Guardia           | UD   | 12            | 7 de mayo de 1994  | MGM Grand Garden Arena, Paradise, Nevada, U.S.       | Retuvo el título mini mosca del CMB                                             |
| 36     | Victoria  | 36–0   | Manny Melchor            | KO   | 11 (12), 2:00 | Dec 18, 1993       | Caesars Tahoe, Stateline, Nevada, U.S.               | Retuvo el título mini mosca del CMB                                             |
| 35     | Victoria  | 35–0   | Toto Pongsawang          | TKO  | 11 (12), 2:30 | Sep 19, 1993       | Capitol City Discotheque, Bangkok, Tailandia         | Retuvo el título mini mosca del CMB                                             |
| 34     | Victoria  | 34–0   | Saman Sorjaturong        | TKO  | 2 (12), 2:45  | Jul 3, 1993        | Parque la Junta, Nuevo Laredo, México                | Retuvo el título mini mosca del CMB                                             |
| 33     | Victoria  | 33–0   | Kwang-Soo Oh             | TKO  | 9 (12)        | Jan 31, 1993       | Indoor Gymnasium, Pohang, South Korea                | Retuvo el título mini mosca del CMB                                             |
| 32     | Victoria  | 32–0   | Rocky Lin                | TKO  | 2 (12)        | Oct 11, 1992       | Korakuen Hall, Tokio, Japan                          | Retuvo el título mini mosca del CMB                                             |
| 31     | Victoria  | 31–0   | Singprasert Kittikasem   | TKO  | 5 (12)        | Aug 22, 1992       | Auditorio Americo Villareal, Ciudad Madero, México   | Retuvo el título mini mosca del CMB                                             |
| 30     | Victoria  | 30–0   | Pretty Boy Lucas         | UD   | 12 (12)       | Mar 16, 1992       | Frontón México, Ciudad de México, México             | Retuvo el título mini mosca del CMB                                             |
| 29     | Victoria  | 29–0   | Kyung-Yun Lee            | UD   | 12 (12)       | Dec 21, 1991       | Jamsil Arena, Seúl, Rep. de Corea                    | Retuvo el título mini mosca del CMB                                             |
| 28     | Victoria  | 28–0   | Kimio Hirano             | TKO  | 8 (12)        | 19 de mayo de 1991 | Kusanagi Gymnasium, Shizuoka, Japón                  | Retuvo el título mini mosca del CMB                                             |
| 27     | Victoria  | 27–0   | Hideyuki Ohashi          | TKO  | 5 (12)        | Oct 25, 1990       | Korakuen Hall, Tokio, Japón                          | Ganó el título mini mosca del CMB                                               |
| 26     | Victoria  | 26–0   | Francisco Montiel        | UD   | 10 (10)       | Jun 29, 1990       | Ciudad de México, México                             |                                                                                 |
| 25     | Victoria  | 25–0   | Jorge Rivera             | KO   | 8 (12)        | Mar 15, 1990       | Fairmont Hotel, Dallas, Texas, U.S.                  | Retuvo el título mini mosca del CMB Continental Americas                        |
| 24     | Victoria  | 24–0   | Rey Hernández            | KO   | 12 (12)       | Nov 7, 1989        | Arena México, Ciudad de México, México               | Ganó el título mini mosca del CMB Continental Americas                          |
| 23     | Victoria  | 23–0   | José Luis Zepeda         | TKO  | 7 (10)        | Aug 26, 1989       | Ciudad de México, México                             |                                                                                 |
| 22     | Victoria  | 22–0   | Raymundo Ricardo Mendoza | KO   | 5             | Aug 4, 1989        | Tulancingo, México                                   |                                                                                 |
| 21     | Victoria  | 21–0   | Abel Andres              | KO   | 2             | Jul 8, 1989        | León, México                                         |                                                                                 |
| 20     | Victoria  | 20–0   | Jorge Torres             | KO   | 8             | 30 de mayo de 1989 | Guasave, México                                      |                                                                                 |
| 19     | Victoria  | 19–0   | Javier Juárez            | UD   | 10 (10)       | 6 de mayo de 1989  | Ciudad de México, México                             |                                                                                 |
| 18     | Victoria  | 18–0   | Ubaldo González          | TKO  | 6             | Jan 27, 1989       | Mazatlán, México                                     |                                                                                 |
| 17     | Victoria  | 17–0   | Ismael Benítez           | UD   | 10 (10)       | Nov 12, 1988       | Ciudad de México, México                             |                                                                                 |
| 16     | Victoria  | 16–0   | Evaristo Morales         | KO   | 5             | Aug 27, 1988       | Ciudad de México, México                             |                                                                                 |
| 15     | Victoria  | 15–0   | Fermin Rivera            | KO   | 3             | Jul 30, 1988       | Zacapu, México                                       |                                                                                 |
| 14     | Victoria  | 14–0   | Javier Alonso            | UD   | 10 (10)       | Aug 18, 1987       | Ciudad de México, México                             |                                                                                 |
| 13     | Victoria  | 13–0   | Alex Mollado             | KO   | 1             | Jul 31, 1987       | Acapulco, México                                     |                                                                                 |
| 12     | Victoria  | 12–0   | Eduardo Ramírez          | UD   | 10 (10)       | Apr 18, 1987       | Ciudad de México, México                             |                                                                                 |
| 11     | Victoria  | 11–0   | Herminio Ramírez         | UD   | 10 (10)       | Dec 8, 1986        | Tlalnepantla, México                                 |                                                                                 |
| 10     | Victoria  | 10–0   | Jorge Flores             | KO   | 2             | Oct 6, 1986        | Ciudad Nezahualcóyotl, México                        |                                                                                 |
| 9      | Victoria  | 9–0    | Herminio Ramírez         | UD   | 10 (10)       | Jul 28, 1986       | Ciudad Nezahualcóyotl, México                        |                                                                                 |
| 8      | Victoria  | 8–0    | Santiago Huizar          | KO   | 2             | 1 de mayo de 1986  | Zacatecas, México                                    |                                                                                 |
| 7      | Victoria  | 7–0    | Reyes Méndez             | KO   | 1             | Mar 24, 1986       | Ciudad Nezahualcóyotl, México                        |                                                                                 |
| 6      | Victoria  | 6–0    | Narciso Panchi           | KO   | 5             | Aug 2, 1985        | Arena Naucalpan, Ciudad de México, México            |                                                                                 |
| 5      | Victoria  | 5–0    | Manuel Martínez          | KO   | 2             | Jun 27, 1985       | San Luis Potosí, México                              |                                                                                 |
| 4      | Victoria  | 4–0    | Javier Domínguez         | KO   | 3             | Mar 8, 1985        | Cuernavaca, Morelos, México                          |                                                                                 |
| 3      | Victoria  | 3–0    | Sebastián Reyes          | KO   | 2             | Feb 18, 1985       | Cuernavaca, Morelos, México                          |                                                                                 |
| 2      | Victoria  | 2–0    | Antonio Arciniega        | KO   | 2             | Feb 6, 1985        | Cuernavaca, Morelos, México                          |                                                                                 |
| 1      | Victoria  | 1–0    | Rogelio Hernández        | KO   | 3 (4)         | Jan 18, 1985       | Cuernavaca, Morelos, México                          |                                                                                 |